# Alessandro Vitali (pittore)

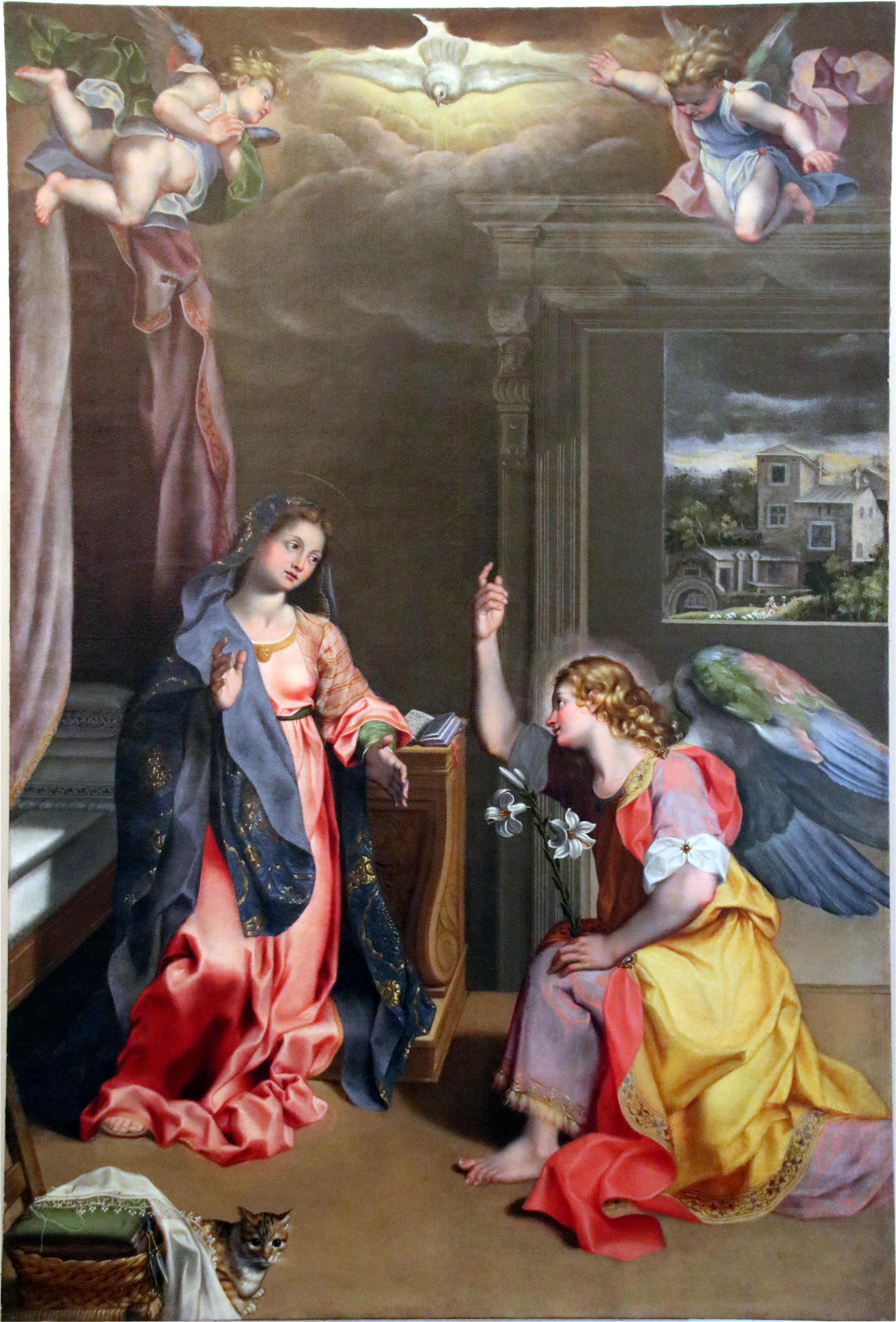
Annunciazione, Galleria nazionale delle Marche, Urbino

Alessandro Vitali (Pesaro, 1580 – Urbino, 1630) è stato un pittore italiano. Fu uno dei migliori allievi di Federico Barocci.

## Biografia
Figlio di Domenico, al servizio del duca Francesco Maria II Della Rovere, suo nonno Ventura fu cuoco di corte. Iniziò a frequentare la bottega di Federico Barocci, fin da bambino, acquisendo nel corso degli anni una grande familiarità con lo stile del maestro, giungendo a riprodurlo in modo molto pedissequo, con poche variazioni personali, tanto che restano poche opere a lui attribuite con certezza, ve ne sono molte altre che restano d'incerta paternità tra lui ed il suo maestro.
La prima commissione nota risale alla fine del XVI secolo, da parte del duca Francesco Maria II, per realizzare una copia della Natività di Barocci, che il Vitali modificò solo in alcuni piccoli dettagli. Risale agli inizi del XVII secolo, una delle commissioni più importanti, ovvero quella per il Duomo di Milano, subentrando al suo maestro, per realizzare la pala col Perdono di Sant'Ambrogio all'imperatore Teodosio. Il primo decennio del seicento rappresentò per il Vitali un periodo molto prolifico. Risalgono a questo periodo, la tela per l'altare destro del Duomo di Fermo (San Giovanni a Patmos) e la tela per la cappella del Santissimo Sacramento nel Duomo di Urbino (La caduta della Manna). Quest'ultima tela fu commissionata inizialmente al Barocci assieme ad un'altra (L'ultima Cena), ma dato il ritardo del Barocci nel portare a compimento le due opere, il consiglio della Fabbrica della Cattedrale decise di affidare la Caduta della Manna al suo allievo, con la speranza che fosse aiutato anche dal suo maestro; la tela fu ultimata verso il 1606, ma andò perduta agli inizi del XIX secolo. La stessa sorte toccò anche ad un'altra sua opera coeva, L'incredulità di San Tommaso, per la chiesa pesarese di Sant'Agostino.
In seguito alla nascita del tanto atteso erede al trono del ducato, Federico Ubaldo della Rovere, il duca affidò al Vitali l'incarico di ritrattista ufficiale del figlio, documentando la crescita del bimbo con un ritratto quasi ogni anno. Nei ritratti del giovane erede e di altri rovereschi, il Vitali mise in mostra la sua abilità nel riprodurre con grande accuratezza i ricchi abiti della corte ducale.
Il forte legame con lo stile del suo maestro, lo portò a ricevere anche la committenza per il restauro della baroccesca Crocifissione nell'Oratorio della Morte di Urbino, dopo che questa era stata colpita da un fulmine, intervento che si concentrò soprattutto nella parte inferiore.
Dopo la morte del Barocci, avvenuta nel 1612, le notizie in merito alla sua attività diminuirono drasticamente sino a scomparire completamente, come per altri allievi del maestro. Nel suo ultimo periodo ricevette una commissione dalla confraternita urbinate del Corpus Domini, per realizzare una Madonna, andata perduta, e per alcuni interventi di restauro su una tavola di Giovanni Santi, raffigurante una Sacra Conversazione. Morì nel 1630 e fu sepolto nella chiesa della Santissima Annunziata intra muros di Urbino, la stessa chiesa che conservava una sua opera (Annunciazione) sull'altare maggiore.

## Opere
- Natività (1598 ca.), Pinacoteca Ambrosiana, Milano.
- Sant'Agata in carcere (1598), Galleria nazionale delle Marche[2], Urbino.
- Lavinia della Rovere (fine XVI secolo), Museo dell'Hermitage, San Pietroburgo.
- San Giovanni a Patmos (1601 ca.), Cattedrale, Fermo.
- Perdono di Sant'Ambrogio concesso all'imperatore Teodosio (1600-3), Cattedrale, Milano.
- Annunciazione (1603 ca.), Galleria nazionale delle Marche[3], Urbino.
- Federico Ubaldo Della Rovere neonato (1605), Galleria Palatina, Firenze.
- Federico Ubaldo all'età di dieci mesi (1606 ca.), Art Institute, Detroit.
- Federico Ubaldo all'età di due anni (1607), Museo nazionale di Villa Guinigi, Lucca.
- Federico Ubaldo all'età di due anni (1607), Art Institute, Detroit.
- Federico Ubaldo a quattro anni (1609), Collezione De Boer, Amsterdam.
- Istituzione dell'Eucaristia (1609), Basilica di San Giacomo Maggiore, Bologna.
- Sant'Agnese, Museo diocesano "Albani"[4], Urbino.
- La Vergine ed il Crocifisso appaiono a Sant'Agostino, Chiesa di Sant'Agostino, Urbino.
- Natività della Vergine, Chiesa di San Simpliciano[5], Milano.
- Natività della Vergine, Chiesa di Copreno[6], Lentate sul Seveso.